# Renania Settentrionale-Vestfalia
La Renania Settentrionale-Vestfalia (in tedesco Nordrhein-Westfalen [ˌnɔʁtʁaɪ̯nvɛstˈfaːlən] , abbreviato in NRW [ɛnʔɛʁˈveː] ; in basso tedesco Noordrhien-Westfalen), nota anche con la traduzione letterale Nordreno-Vestfalia, è uno dei 16 Stati federati (Bundesländer) della Germania. Con 17,9 milioni di abitanti, è lo stato tedesco più popoloso e il quarto per superficie. 
È situato nella zona occidentale del paese e il suo capoluogo è Düsseldorf, mentre la città più grande è Colonia. La città di Bonn è la seconda sede del governo della Repubblica Federale Tedesca. La regione metropolitana Reno-Ruhr, situata al centro dello stato, con circa dieci milioni di abitanti, è una delle aree metropolitane più grandi e densamente popolate del mondo e posta al centro della "Megalopoli europea". Con un PIL di 711,419 miliardi di euro nel 2019, la Renania Settentrionale-Vestfalia è lo stato economicamente più popolato della Germania, ha un PIL procapite poco inferiore alla Lombardia ma ha 8 milioni di abitanti in più e questo la rende una importante regione della Germania (quarta regione della Germania in termini di PIL procapite se non si contano le città-regioni come per esempio Amburgo, Brema ecc.).

## Geografia fisica
La Renania Settentrionale-Vestfalia confina con il Belgio (Vallonia) e i Paesi Bassi (province del Limburgo, della Gheldria e dell'Overijssel) a ovest e con gli stati tedeschi della Bassa Sassonia a nord, dell'Assia a sud-est e della Renania-Palatinato a sud.
Lo Stato è imperniato sulla tentacolare regione urbana del Reno-Ruhr, che a sua volta gravita attorno al grande complesso industriale della Ruhr, in tedesco Ruhrgebiet (informalmente, Ruhrpott), composto dalle città di Essen, Dortmund, Duisburg, Bochum e Gelsenkirchen. Tutte queste città formano un vasto agglomerato, che si trova lungo il Fiume Ruhr. La Ruhr è un tributario del Reno, che entra nello stato a sud ed esce a nord-ovest, verso i Paesi Bassi. Le principali città sul Reno sono Colonia, Düsseldorf, Bonn e Duisburg.
Per molti la Renania Settentrionale-Vestfalia è sinonimo di aree industriali e città conglomerate; gran parte della superficie dello Stato è invece coperta da foreste e zone agricole. La parte meridionale della Foresta di Teutoburgo si trova nel nord-est dello stato. A sud-ovest lo stato condivide una parte dell'Eifel, situato sul confine con Belgio e Renania-Palatinato. Il sud-est è occupato dalle regioni minormente popolate del Sauerland e del Siegerland.
Tra i fiumi principali che scorrono parzialmente attraverso la Renania Settentrionale-Vestfalia vi sono il Reno, la Ruhr, l'Ems, la Lippe e il Weser.

## Storia
Lo Stato della Renania Settentrionale-Vestfalia fu creato nel 1946 per decreto dell'occupante britannico sul territorio fino ad allora appartenente alla Prussia e costituente l'ex provincia di Vestfalia e i distretti governativi di Aquisgrana, Düsseldorf e Colonia dell'ex provincia del Reno.
Nel 1947 l'ex Stato del Lippe venne fuso con la Renania Settentrionale-Vestfalia, portando agli attuali confini dello Stato.

## Amministrazione
Lo stato consiste di 5 distretti governativi (Regierungsbezirke), divisi in 31 circondari (Kreise) e 22 città extracircondariali (kreisfreie Städte). In tutto, la Renania Settentrionale-Vestfalia è composto da 396 comuni (1997), comprese le città extracircondariali.
I circondari della Renania Settentrionale-Vestfalia:
| | | |
| 1. Aquisgrana (Aachen) 2. Borken 3. Coesfeld 4. Düren 5. Ennepe-Ruhr 6. Reno-Erft 7. Euskirchen 8. Gütersloh 9. Heinsberg 10. Herford 11. Alto Sauerland | 1. Höxter 2. Kleve 3. Lippe 4. Marca 5. Mettmann 6. Minden-Lübbecke 7. Reno-Neuss 8. Oberberg 9. Olpe 10. Paderborn | 1. Recklinghausen 2. Reno-Berg 3. Reno-Sieg 4. Siegen-Wittgenstein 5. Soest 6. Steinfurt 7. Unna 8. Viersen 9. Warendorf 10. Wesel |

Le 22 città extracircondariali (che non appartengono ad alcun circondario) sono:
| 1. Bielefeld 2. Bochum 3. Bonn 4. Bottrop 5. Colonia (Köln) 6. Dortmund 7. Duisburg | 1. Düsseldorf 2. Essen 3. Gelsenkirchen 4. Hagen 5. Hamm 6. Herne 7. Krefeld 8. Leverkusen | 1. Mönchengladbach 2. Mülheim an der Ruhr 3. Münster 4. Oberhausen 5. Remscheid 6. Solingen 7. Wuppertal |

I circondari sono raggruppati in cinque distretti governativi, di cui ciascuno appartiene ad una delle due confederazioni territoriali (Landschaftsverbände):
- Confederazione territoriale della Renania:
  - Colonia
  - Düsseldorf
- Confederazione territoriale della Vestfalia-Lippe:
  - Arnsberg
  - Münster
  - Detmold

## Società

### Religione
Chiesa cattolica 42%, Chiesa evangelica in Germania 28%.

## Economia
La Renania Settentrionale-Vestfalia produce oltre un quinto del prodotto interno lordo tedesco, e il suo reddito pro capite supera del 15 per cento la media europea. Le principali attività economiche sono concentrate nella regione metropolitana Reno-Ruhr.
Negli anni cinquanta e sessanta la Renania Settentrionale-Vestfalia era chiamata il Land del carbone e dell'acciaio. Durante la ricostruzione successiva alla Seconda guerra mondiale, la Ruhr era una delle regioni industriali più importanti d'Europa, contribuendo al rilancio dell'economia tedesca. Alla fine degli anni sessanta la regione fu colpita da ripetute crisi, che misero subito in difficoltà l'industria manifatturiera locale, ad eccezione dell'industria pesante per un breve periodo.
Nonostante i cambiamenti produttivi e la crescita economica più bassa della media nazionale, nel 2007 il Land ha generato un PIL di 529,4 miliardi di euro, il più alto in Germania, pari al 21,8 per cento del reddito nazionale. Il Land ospita 37 delle cento maggiori aziende tedesche, ma il suo reddito pro capite è il più basso della parte occidentale del paese. Nel luglio 2014 il tasso di disoccupazione era dell'8,2%, il secondo in Germania. Nel 2009 la Renania Settentrionale-Vestfalia era il primo Land tedesco per investimenti, sia nazionali che stranieri, e nel febbraio 2014 è stata annoverata tra le regioni più promettenti dell'economia europea.

## Bandiera
La bandiera della Renania Settentrionale-Vestfalia è un tricolore verde-bianco-rosso con gli stemmi combinati della provincia prussiana del Reno (linea bianca su sfondo verde), della Vestfalia (il cavallo bianco) e del Lippe (la rosa rossa).
Secondo la leggenda, il cavallo sullo stemma della Vestfalia sarebbe quello che il condottiero Sassone Vitichindo cavalcò dopo il suo battesimo. Altre teorie attribuiscono il cavallo a Enrico il Leone.